# Agrostis thyrsigera
Agrostis thyrsigera é uma espécie de gramínea do gênero Agrostis, pertencente à família Poaceae.